# Революционные вооружённые ячейки
Революционные вооружённые ячейки (итал. Nuclei Armati Rivoluzionari), NAR — ультраправая национал-революционная организация неофашистских террористов Италии в 1977—1981 годах. Совершили десятки терактов, вооружённых нападений на коммунистов и сотрудников правоохранительных органов, политических убийств, а также ограблений. Идеологически соединяли фашизм с элементами анархизма в рамках «Третьей позиции». Характеризовались молодёжным составом, отсутствием формального руководства, высокой значимостью персонального фактора, эмоциональной спонтанностью действий, принципиальным отказом от легальной деятельности, жёсткостью силовых акций. Деятельность NAR составила особый период истории Свинцовых семидесятых.

## Создание организации
Первая ячейка NAR возникла в Риме осенью 1977 года. Её создали молодые активисты неофашистской партии Итальянское социальное движение (MSI) — Франко Ансельми, Алессандро Алибранди, Валерио Фиораванти-старший, его подруга Франческа Мамбро, Кристиано Фиораванти-младший. Политика легальной MSI представлялась им чересчур умеренной и оппортунистической. Итальянское государство они рассматривали как враждебную структуру бюрократического диктата, близкую коммунистам. Единственным эффективным методом борьбы представлялось вооружённое сопротивление.
Непосредственным толчком к созданию NAR послужили участившиеся нападения радикально-коммунистических боевиков на членов MSI и молодёжной организации FUAN. При этом основатели NAR осознанно заимствовали террористические методы ультралевых. Этому способствовала общая политическая атмосфера Свинцовых семидесятых.
Практически все активисты NAR имели те или иные проблемы с законом — от подросткового хулиганства до связей с оргпреступностью. Ансельми был жестоко избит леваками, Алибранди и Фиораванти-младший участвовали в столкновении, закончившемся убийством коммуниста. Все они исповедовали фашистское мировоззрение (в раннесиндикалистском варианте) и одновременно тяготели к анархизму. Важным элементом их идеологии был яростный антикоммунизм.
Социально они по большей части принадлежали к средним слоям, многие происходили из семей госслужащих. Такое сочетание закономерно толкало к террористическому подполью, структурированному не по вертикально-иерархическому, а по горизонтально-сетевому принципу. Формального руководство в организации не было. Де-факто руководящее ядро NAR составляли Франко Ансельми, Валерио Фиораванти, Алессандро Алибранди, Кристиано Фиораванти, Франческа Мамбро, Джильберто Каваллини, Джорджо Вале, Массимо Карминати.
Первые акции NAR прошли 30 декабря 1977 года и 4 января 1978 года. Группы боевиков во главе с Франко Ансельми атаковали офисы левоориентированных газет Messaggero и Corriere della Sera. Были применены бутылки с зажигательной смесью. Тогда же спонтанно — вероятно, по предложению Франчески Мамбро — возникло название организации и аббревиатура NAR.

## Толчок: Акка Ларентия
Вечером 7 января 1978 года неустановленные ультралевые боевики расстреляли группу молодых неофашистов на Via Acca Larentia. Погибли молодые неофашисты Франко Бигонзетти и Франческо Чаватта. Через несколько часов в столкновении с полицией получил смертельное ранение Стефано Рекьони.
Побоище на Акка Ларентия стало поворотным моментом «Свинцовых семидесятых». Среди ультраправой молодёжи распространилось убеждение, что вооружённый отпор — единственный адекватный метод антикоммунистической борьбы. Руководители легального MSI стали восприниматься как недееспособные, склонные к уступкам и даже предательству. Государственный аппарат теперь рассматривался либо как пособник коммунистов, либо как главный враг. Идейным проводником этой линии стал неофашистский террорист Пьерлуиджи Конкутелли, к тому времени отбывавший пожизненный срок за убийство судьи Витторио Оккорсио. Именно Конкутелли являлся единственным политическим авторитетом для Революционных вооружённых ячеек.

Фашисты восстали против полиции, фашисты стреляли в полицейских. Это ознаменовало точку невозврата.

Франческа Мамбро

28 февраля 1978 года Валерио Фиораванти, Кристиано Фиораванти, Франко Ансельми, Алессандро Алибранди, Дарио Педретти, Франческо Бьянко, Паоло Рудольфо и Массимо Кордаро обстреляли группу коммунистов на площади Сан-Джованни. «Красный» боевик Роберто Сиалабба был убит выстрелами Ансельми и Фиораванти. Так NAR впервые применили огнестрельное оружие и совершили убийство. Жертвы Акка Ларентия были отмщены.
6 марта 1978 года активисты NAR ограбили оружейный магазин. При этом возникла перестрелка, в которой был убит Франко Ансельми. Его гибель потрясла NAR, особенно эмоционального Фиораванти-старшего. С этого времени Ансельми был объявлен «мучеником борьбы NAR», и в ознаменование его памяти ежегодно в марте предпринимались силовые акции.

## Сотрудничество с мафией
Неудача первого акта экспроприации подтолкнула к поиску контактов с криминальными структурами — для организации бесперебойного снабжения оружием и финансовыми средствами. Посредником между NAR и мафиозной структурой Banda delle Magliana («Банда Мальяна») стал Массимо Карминати, друг детства Фиораванти, изначально отличавшийся криминальной ориентацией.
Лидеры «Банды Мальяна», включая её основателя Франко Джузепуччи, придерживались фашистских взглядов. Неофашисты типа Карминати, Фиораванти, Алибранди готовы были на любую криминальную активность. Взаимная заинтересованность и принципиальная антигосударственность обеих сторон обусловили прочность связей.
Ячейка Карминати приняла на себя функции одного из подразделений «Мальяны». Боевики занимались выбиванием долгов, убивали конкурентов по «теневому бизнесу». Мафия получила эффективных исполнителей, неофашисты — надёжный источник финансирования.

Помню, в частности, что Magliana указывали места и людей для грабежа. Доходы получались от акций, совершаемых правой молодёжью. Алибранди и ещё двое собирали долги и ликвидировали врагов Magliana. Карминати говорил мне, кажется, в феврале 1981, что убил двоих.

Кристиано Фиораванти

Крупнейшие и наиболее известные эпизоды мафиозно-фашистского сотрудничества:
- Ограбление римского отделения «Чейз Манхэттен банка» 27 ноября 1979 года (Карминати, Фиораванти, Алибранди)
- Убийство табачного коммерсанта Теодора Пульезе за отказ оплачивать «крышевание» 17 апреля 1980 года (Карминати, Алибранди)
- Хранение в течение нескольких лет арсенала в подвальном помещении министерства здравоохранения Италии (обнаружен в ноябре 1981 года).
- Убийство 20 марта 1979 года журналиста Мино Пекорелли, занимавшегося расследованиями мафиозной деятельности. В этом подозревались Карминати и братья Фиораванти, однако по данному эпизоду они были оправданы за недостатком доказательств.

## Антикоммунистический и антигосударственный террор
17 мая 1978 года Валерио Фиораванти и Алессандро Алибранди похищают с армейского склада партию ручных гранат. Фиораванти предстаёт перед военным трибуналом и осуждается на 8 месяцев тюрьмы.
В ночь на 14 декабря 1978 года в порту Равенны совершается похищение нескольких пулемётов, партии ручных гранат и большого количества патронов. NAR приобретает требуемый арсенал.
9 января 1979 года, в ознаменование первой годовщины событий на Акка Ларентия, боевики NAR атаковали коммунистическую радиостанцию Onda Rossa («Красная волна»). В нападении участвовали Валерио Фиораванти, Алессандро Алибранди, Алессандро Пуччи, Дарио Педретти. Помещение радиостанции было подожжено, произведены пистолетные выстрелы и пулемётная очередь. Человеческих жертв на этот раз не было.
7 марта 1979 года, накануне Международного женского дня, Франческа Мамбро заложила взрывное устройство под окнами левофеминистского клуба. Был также осуществлён поджог в порнокинотеатре.
15 марта 1979 года, в ознаменование первой годовщины гибели Франко Ансельми, группа в составе Валерио Фиораванти, Алессандро Алибранди и Ливио Лаи атаковали магазин спортивного оружия, расположенный в центре Рима близ полицейского участка. Им удалось захватить несколько десятков пистолетов и винтовок.
16 июня 1979 года боевая группа NAR во главе с Валерио Фиораванти совершила вооружённое нападение на районное отделение компартии. Было применено огнестрельное оружие, взорвано несколько гранат. 27 человек получили ранения.

Мы ударили по активистам коммунистической партии как аморальным сообщникам реакции. Завтра они будут осуждены на смерть… Те, кто сегодня бросает в тюрьмы наших товарищей, оскорбляет в газетах и на телевидении память наших павших бойцов должны знать — мы убедим людей в правоте уничтожения врагов.

Листовка NAR

27 ноября 1979 года Валерио Фиораванти, Алессандро Алибранди и Массимо Карминати впервые сотрудничают с представителями других неофашистских организаций: вместе с Джузеппе Димитри, Фернандо дель Фра и Доменико Маньетой они совершают ограбление филиала американского банка «Чейз Манхэттен». Установка на эту акцию была получена от группировки «Мальяна».
Однако вскоре после операции полицией задержан Димитри — с партией оружия и двумя боевиками. 11 декабря 1979 года ячейка Джильберто Каваллини совершает ограбление ювелирного магазина в Милане. Цели этих действий — обеспечение финансирования терактов.
17 декабря 1979 года группа боевиков NAR во главе с Валерио Фиораванти устраивает засаду на адвоката Джорджо Арцангели, способствовавшего осуждению Пьерлуиджи Конкутелли за убийство судьи Оккорсио. В результате оперативной ошибки погибает инспектор Антонио Леандри.
6 февраля 1980 года Валерио Фиораванти и Джорджо Вале убивают охранника диппредставительства Ливана Маурицио Арнесано. Целью был захват оружия, однако большее значение имел символический удар по государственной силовой структуре с гарантированной международной оглаской.
6 марта 1980 года, в день второй годовщины гибели Франко Ансельми, совершается очередной захват оружия. На следующий день Валерио Фиораванти и Джильберто Каваллини грабят ювелирный магазин в Триесте.
30 марта 1980 года Валерио Фиораванти, Франческа Мамбро и Джильберто Каваллини нападают на казарму военного округа Падуи. Ранен армейский сержант, захвачены четыре пулемёта, пять автоматов, несколько винтовок и большое количество патронов. Однако всё захваченное оружие пришлось бросить в автомобильной пробке.
28 мая 1980 года Валерио Фиораванти, Франческа Мамбро, Джорджо Вале, Луиджи Чиавардини, Джильберто Каваллини, Марио Росси и Габриэле Де Франциски нападают на патруль карабинеров в Риме. Один из сотрудников убит, двое ранены.
23 июня 1980 года совершается одна из крупнейших акций NAR: Джильберто Каваллини, Валерио Фиораванти, Франческа Мамбро, Паоло Синьорелли убивают Марио Амато — заместителя прокурора Рима. В течение нескольких лет Амато продолжал дела Оккорсио, занимаясь расследованиями неофашистского терроризма. Расследования Амато всячески тормозил следственный судья Антонио Алибранди — отец Алессандро Алибранди.

Мы привели в исполнение смертный приговор в отношении Амато, виновного в пытках наших товарищей. Поток свинца прекратил его тоскливое существование. Расплата придёт и к другим.

Листовка NAR

## После взрыва в Болонье
2 августа 1980 года произошёл взрыв на Центральном железнодорожном вокзале в Болонье. Погибли 85 человек, ранения получили более 200. Популярность левых сил и влияние ИКП в Болонье способствовало выдвижению версии неофашистского теракта.
26 августа 1980 прокуратура Болоньи выдала 28 ордеров на аресты ультраправых активистов. Семь из них значились активисты NAR Валерио Фиораванти, Франческа Мамбро, Марио Корси, Паоло Пиццони, Луиджи Чиавардини, Франческо Бьянко, Алессандро Пуччи. NAR категорически отмежевались от теракта в Болонье.

Данная акция не имеет к нам никакого отношения. Мы никогда не атаковали гражданских лиц.

Валерио Фиораванти

Ужесточение преследования побудило NAR к быстрой активизации. 5 августа 1980 года группа Фиораванти и Мамбро грабит оружейный магазин на площади Менениуса Агриппы. Захвачено более 60 пистолетов и более 1000 патронов. Целью операции являлась подготовка оснащения к акции по освобождению Конкутелли.
2 сентября 1980 года группа Кристиано Фиораванти-младшего и Дарио Педретти убивает сотрудника газеты Messaggero Маурицио Ди Лео. Убийство было совершено по ошибке, которая через два дня была признана в заявлении NAR.
9 сентября 1980 года Валерио Фиораванти, Франческа Мамбро, Джильберто Каваллини, Джорджо Вале, Дарио Мариани убили лидера сицилийского отделения крайне правой организации Terza Posizione («Третья позиция») Франческо Манджиамелли. Он был уличён в присвоении денег, собранных на побег Конкутелли.

Мой брат Валерио был твёрд в своём решении. Он сказал мне, что убил сицилийского политика за уклонение от дела с Конкутелли. Готовилась и акция против жены и дочери Манджиамелли. Но она не состоялась, поскольку вскоре был найден труп.

Кристиано Фиораванти

26 ноября 1980 года Джильберто Каваллини и Стефано Содерини убили в Милане сержанта карабинеров Энцо Лукарелли. Целью акции являлся захват автомобиля для экстренных транспортных нужд организации. На месте убийства были забыты документы, в результате чего Содерини пришлось вслед за Каваллини перейти на нелегальное положение.
19 декабря 1980 года Валерио Фиораванти, Франческа Мамбро, Джильберто Каваллини, Джорджо Вале, Паскуале Бальсито и Стефано Содерини захватили в заложники семью ювелира Тревизо Хиральдо. В ограблении участвовал гангстер из «Банды Мальяна» Фиоренцо Тринканато. Эта акция была совершена в порядке взаимодействия NAR с мафией.

## На пути к концу
С 1981 года деятельность NAR всё более переключалась на внутренние конфликты. К концу своего существования организация увязла в выявлении изменников и расправах над ними.

Врагов надо уважать, даже если они приговорены к смерти. Предателей это не касается. Они просто должны быть уничтожены.

Франческа Мамбро

6 января 1981 года убит 18-летний студент Люка Перуччи, активист Terza Posizione. Он был заподозрен в даче показаний правоохранительным органам. 31 июля на тех же основаниях застрелен Джузеппе де Лука, 30 сентября — Марко Пиццари. Непосредственными организаторами и исполнителями выступали Франческа Мамбро, Джильберто Каваллини, Джорджо Вале.
Параллельно продолжались акции по захватам оружия и финансовому обеспечению организации. 15 января 1981 года похищены ружья и деньги в доме коллекционера Фабио Буччиано.
5 февраля 1981 года, братья Фиораванти, Франческа Мамбро, Джильберто Каваллини, Джорджо Вале предприняли попытку похищения партии оружия с армейского склада. В возникшей перестрелке Валерио Фиораванти застрелил двух полицейских, но получил тяжёлое ранение и был схвачен полицией. Перед организацией возникла цель — освобождение Фиораванти.
8 апреля 1981 года арестован Кристиано Фиораванти. Несколько дней спустя он идёт на сотрудничество с правоохранительными органами и начинает давать показания.
10 июля 1981 года Франческа Мамбро, Джорджо Вале, Джильберто Каваллини и Стефано Содерини ограбили ювелирный магазин в Риме, застрелив сына владельца.

## Последние удары
19 октября 1981 года в Милане Алессандро Алибранди, Джильберто Каваллини и Вальтер Сорди совершили убийство двух полицейских. Преступники прибыли в Милан, для того чтобы завершить «незаконченное дело». Ими был угнан автомобиль БМВ, которым управлял Алибранди. Дорогу показывал миланский член преступной группы Каваллини, убийца судьи Амато. Алибранди и Сорди уже имели к тому времени опыт боевых действий на Ближнем Востоке. Преступники были вооружены до зубов. А их целью было убийство миланского антифашиста Джорджо Муджани.
Но как только террористы подъехали к дому Муджани, в районе ул. Валлацце их машину догнал патрульный автомобиль D.I.G.O.S. (отдела общих расследований и специальных операций), принуждая подозрительную машину остановиться. В ответ Алибранди нажал на газ, но вскоре был вынужден остановиться. Тогда он выскочил из БМВ и открыл огонь из двух крупнокалиберных пистолетов по полицейскому автомобилю. Находившийся за рулём полицейский агент Карло Буонантуоно был тяжело ранен 4 выстрелами в лобовое стекло, но его коллеги Винченцо Тумминелло и Франко Эпифанио открыли ответный огонь по преступникам. Тут же в перестрелку вступили Сорди и Каваллини. На углу улиц Валлацце и Теодозио творился настоящий ад. В результате этой перестрелки В. Тумминелло был убит, а Ф. Эпифанио был тяжело ранен. Забрав у убитого полицейского автомат M12, Сорди очередью в голову добил раненого Карло Буонантуоно. Обоим убитым полицейским было по 27 лет. Третий полицейский, 22-летний Франко Эпифанио был ранен, но смог выбежать из машины и скрыться, благодаря чему и выжил. Преступники были вынуждены отказаться от запланированного теракта и скрылись, уехав из Милана первым же поездом.
21 октября 1981 года Франческа Мамбро, Алессандро Алибранди, Джильберто Каваллини, Джорджо Вале, Стефано Содерини и Вальтер Сорди совершили одну из самых резонансных акций NAR — убийство капитана полиции Франческо Страуллу, известного своей жестокостью в обращении с арестованными неофашистами.

Мы казнили государственного палача Страуллу. Те, кто ещё сомневался в решимости революционных бойцов, теперь поймут: время разговоров закончилось. Воля к борьбе и возмездию поддерживает нас день за днём. Мы не остановимся, пока дышим. Наше правосудие настигнет каждого, кто этого заслужил.

Листовка NAR

5 декабря 1981 года NAR потеряли ещё одного лидера — в перестрелке с полицией близ Рима погиб Алессандро Алибранди. На следующий день соратники ответили убийством полицейского в Риме. Однако понесённые организацией потери были уже практически невосполнимы. Завершающий аккорд прозвучал 5 марта 1982 года — при попытке ограбления банка — деньги предназначались на побег Фиораванти — была ранена в перестрелке и схвачена полицией Франческа Мамбро. (При этом от случайной пули погиб прохожий — студент-искусствовед Алессандро Каравиллани.)

Смерть другого страшнее своей. Джорджо спросил, что я хочу сделать. Я ответила: умереть. Но Валерио ждёт меня…

Франческа Мамбро

Аресты Фиораванти и Мамбро, гибель Алибранди сильно подорвали потенциал NAR. 5 мая 1982 года при штурме конспиративной квартиры погиб и Джорджо Вале. Оставшиеся на свободе бойцы продолжали вооружённую борьбу. 24 июня 1982 года Джилберто Каваллини, Вальтер Сорди, Витторио Спадавеччиа и Пьерфранческо Вито обстреляли полицейский патруль. 8 июля 1982 года аналогичную акцию провела группа Фабрицио Дзани. Но эти спорадические действия были сравнительно быстро подавлены.
Последние остававшиеся на свободе активисты NAR — Джильберто Каваллини и Стефано Содерини — были арестованы 12 сентября 1983 года в Милане.

## Судьбы лидеров
Суд по делу NAR завершился 2 мая 1985 года. Всего было вынесено 53 обвинительных приговора.
Валерио Фиораванти и Франческа Мамбро получили, соответственно, 8 и 9 пожизненных заключений плюс несколько сотен лет лишения свободы. Они признали вину во всех предъявленных эпизодах, кроме взрыва в Болонье. Впоследствии это обвинение было поставлено под сомнение и практически перестало выдвигаться.
1 февраля 1985 года Фиораванти и Мамбро бракосочетались в тюрьме. Имеют дочь Ариану. Чета неофашистских террористов многое переосмыслила, кардинально изменила взгляды, придя к либертарианству. В настоящее время они осуждают политическое насилие и сожалеют о своей причастности к нему.
Фиораванти был условно освобождён в 2009 году, Мамбро — в 2008 году. В сентябре 2013 закончился её испытательный срок, и она окончательно вышла на свободу. Вместе с мужем работает в гуманитарной общественной организации Nessuno tocchi Caino («Руки прочь от Каина»).
Кристиано Фиораванти живёт в неизвестном месте под программой защиты свидетелей. Стефано Содерини в 1986 году пошёл на сотрудничество со следствием, был освобождён, жил и работал под чужим именем. В 2007 году, по некоторым данным, перебрался в Гватемалу.
Джильберто Каваллини отбывает пожизненный срок. Придерживается прежних взглядов, пытался возобновить противозаконную деятельность. В 2002 году находясь условно на свободе, Каваллини был уличён в хранении оружия.
Массимо Карминати отбыл 10 лет заключения. После освобождения восстановил связи с мафией и занялся теневым бизнесом. Подозревался в причастности к ограблению банка, замечен в футбольных аферах. В итальянских политических кругах он рассматривается скорее как мафиози, нежели как террорист.
Франко Ансельми, Алессандро Алибранди, Джорджо Вале, погибшие на акциях NAR, остаются кумирами маргинальных групп правоэкстремистской молодёжи.

## Феномен явления
Революционные вооружённые ячейки — уникальный политический феномен. Предположения о причастности Стефано Делле Кьяйе к их созданию, ничем не подтверждены, и сам Делле Кьяйе в этот период отсутствовал в Италии. Даже Национальный авангард, при всём поверхностном сходстве, был более традиционен и дисциплинирован.
Характерно, что NAR принципиально не вступали в политические альянсы даже с идейно близкими организациями. Попытки Terza Posizione создать регулярный организационный блок были отклонены. При этом некоторые активисты Terza Posizione перешли в NAR. Революционные вооружённые ячейки отвергали традиционные формы политической деятельности. Богемный индивидуализм, эмоциональные приоритеты, принципиальная спонтанность исключали взаимодействие.
В истории NAR проявились характерные черты неофашистской молодёжной генерации рубежа 1970—1980-х: юношеский максимализм, презрение к авторитетам, эмоции вместо расчёта, ненависть и месть как главные побудительные мотивы. Эта категория террористов соединяла фашистскую идеологию с нигилистической ментальностью движений 1968 года. Отсюда очевидное сходство с практикой Красных бригад при полной идеологической несовместимости. В этом контексте по-своему закономерна даже эволюция Фиораванти и Мамбро от неофашизма к либертарианству.